# Rai (zenei stílus)
A rai (másképp:Raï) algériai eredetű zenei stílus, amely hagyományos formájában a 20. század elején született Orán régiójában. Ezt a zenét aztán az 1970-es években modernizálták, majd az 1990-es években nemzetközivé vált.
A hagyományos arab népzenei elemeket ötvözi a nyugati popzenével, jazz, vagy akár reggae és karibi motívumokkal. Témája legtöbbször a szerelem és a szabadság. A rait az iszlám fundamentalisták üldözik annak szabadossága miatt.
A műfaj legnagyobb csillaga Cheb Khaled, a „Rai királya”. Szintén fontos Faudel, illetve Rachid Taha.